# جيم لانديس
جيم لانديس (بالإنجليزية: Jim Landis) هو لاعب كرة قاعدة أمريكي، ولد في 9 مارس 1934 في فريسنو في الولايات المتحدة، وتوفي في 7 أكتوبر 2017 في نابا في الولايات المتحدة بسبب سرطان.

## وصلات خارجية
- جيم لانديس على موقعبيزبول رفرنس.كوم (الدوري الرئيسي) (الإنجليزية)
- جيم لانديس على موقع جمعية أبحاث البيسبول الأمريكية (الإنجليزية)